# Cabinet Dreyer I
Pour les articles homonymes, voir Cabinet Dreyer.
Land de Rhénanie-Palatinat
Beck V Dreyer II
Le cabinet Dreyer I (en allemand : Kabinett Dreyer I) est le gouvernement du Land de Rhénanie-Palatinat entre le 16 janvier 2013 et le 18 mai 2016, durant la seizième législature du Landtag.

## Coalition et historique
Dirigé par la nouvelle ministre-présidente social-démocrate Malu Dreyer, précédemment ministre du Travail, il est soutenu par une « coalition rouge-verte » entre le Parti social-démocrate d'Allemagne (SPD) et l'Alliance 90 / Les Verts (Grünen), qui disposent ensemble de 60 députés sur 101 au Landtag, soit 59,4 % des sièges.
Il est formé à la suite de la démission de Kurt Beck.
Il succède donc au cabinet Beck V, constitué et soutenu par une coalition identique.
Le 28 septembre 2012, Beck, au pouvoir depuis octobre 1994, annonce après dix-huit années passées au pouvoir qu'il se retirera de la vie politique dans les quatre mois. Il désigne sa ministre du Travail, Malu Dreyer, pour prendre sa suite. Lors d'un congrès extraordinaire du SPD du Land le 10 novembre, ce choix est approuvé à l'unanimité. Dreyer obtient l'investiture du Landtag le 16 janvier 2013, par 60 voix pour et 40 contre. Son cabinet, comme le précédent, compte une majorité de femmes ministres.
Lors des élections législatives régionales du 13 mars 2016, le SPD confirme son statut de premier parti politique du Land avec un résultat quasi identique à celui de 2011, tandis que le score des Grünen est divisé par trois en cinq ans. En conséquence, la coalition au pouvoir perd sa majorité absolue. Les deux partis alliés décident d'entamer des discussions avec le Parti libéral-démocrate (FDP), qui aboutissent le 21 avril à la signature d'un accord de « coalition en feu tricolore » disposant d'une très courte majorité de 52 députés sur 101. Le cabinet Dreyer II entre formellement en fonction le 18 mai 2016.

## Composition

### Initiale (16 janvier 2013)
- Les nouveaux ministres sont indiqués en gras, ceux ayant changé d'attributions en italique.

| Poste | Ministre | Ministre             | Parti  |
| --- | -------- | -------------------- | ------ |
| Ministre-président |          | Malu Dreyer          | SPD    |
| Vice-ministre-présidente Ministre de l'Économie, de la Protection du climat, de l'Énergie et de l'Aménagement du territoire |          | Eveline Lemke        | Grünen |
| Ministre de l'Intérieur, des Sports et des Infrastructures                                                                  |          | Roger Lewentz        | SPD    |
| Ministre des Finances |          | Carsten Kühl         | SPD    |
| Ministre de la Justice et de la Protection du consommateur                                                                  |          | Jochen Hartloff      | SPD    |
| Ministre du Travail, des Affaires sociales, de la Santé et de la Démographie                                                |          | Alexander Schweitzer | SPD    |
| Ministre de l'Éducation, de la Science, de la Formation professionnelle et de la Culture                                    |          | Doris Ahnen          | SPD    |
| Ministre de l'Environnement, de l'Agriculture, de l'Alimentation, de la Viticulture et des Forêts                           |          | Ulrike Höfken        | Grünen |
| Ministre de l'Intégration, de la Famille, de la Jeunesse, de l'Enfance et des Femmes                                        |          | Irene Alt            | Grünen |
| Ministre des Affaires fédérales et européennes                                                                              |          | Margit Conrad        | SPD    |

### Remaniement du12 novembre 2014
- Les nouveaux ministres sont indiqués en gras, ceux ayant changé d'attributions en italique.

| Poste | Ministre | Ministre                     | Parti  |
| --- | -------- | ---------------------------- | ------ |
| Ministre-président |          | Malu Dreyer                  | SPD    |
| Vice-ministre-présidente Ministre de l'Économie, de la Protection du climat, de l'Énergie et de l'Aménagement du territoire |          | Eveline Lemke                | Grünen |
| Ministre de l'Intérieur, des Sports et des Infrastructures                                                                  |          | Roger Lewentz                | SPD    |
| Ministre des Finances |          | Doris Ahnen                  | SPD    |
| Ministre de la Justice et de la Protection du consommateur                                                                  |          | Gerhard Robbers              | SPD    |
| Ministre du Travail, des Affaires sociales, de la Santé et de la Démographie                                                |          | Sabine Bätzing-Lichtenthäler | SPD    |
| Ministre de l'Éducation, de la Science, de la Formation professionnelle et de la Culture                                    |          | Vera Reiß                    | SPD    |
| Ministre de l'Environnement, de l'Agriculture, de l'Alimentation, de la Viticulture et des Forêts                           |          | Ulrike Höfken                | Grünen |
| Ministre de l'Intégration, de la Famille, de la Jeunesse, de l'Enfance et des Femmes                                        |          | Irene Alt                    | Grünen |